# Inundațiile din Valencia (1957)
Marele potop din Valencia a fost o inundație care a avut loc la 14 octombrie 1957, în bazinul râului râului Turia, în zona sa de trecere prin localitatea Valencia din Spania. Inundația a ucis cel puțin 81 de persoane, existând de asemenea pagube materiale semnificative.

## Valencia și râul Turia
Valencia este un oraș cu peste două milenii de istorie, fondat în anul 138. d. H,. lângă râul Turia și nu departe de mare (de Marea Mediterana). Este, prin urmare, unul dintre cele mai vechi orașe din Spania și amplasarea lui pe o durata atât îndelungată, de timp,  a profitat de resursele de neegalat oferite de apele acestui râu, care, pe de alta parte, a dat naștere unei creșteri lente, dar continue, a nivelului fundului albiei, cu aluviuni pe care râul le-a cărat in decursul vremii. 
Ca mai toate orașele construite pe o câmpie aluvionară (o câmpie expusa inundației) a suferit eternul paradox al unui râu care, pe de-o parte se constituie într-o bogată resursă de viață, oferind resurse economice inepuizabile, prin intermediul agriculturii, și pe de alta parte se constituie într-un iminent pericol, întotdeauna latent (cu inundațiile sale sporadice) care poate provoca severe daune, asa cum într-adevăr s-au petrecut lucrurile de-a lungul lungii sale istorii.
Pentru a se combate pericolele acestor inundații, s-a creat Fabrica de Murs și Valls (ziduri/diguri și împrejmuiri), cu scopul de a construi diguri, râului  împrejmuire care a început în secolul al XIV-lea și s-a încheiat în secolul al XVII-lea. O lucrare monumentală realizată cu blocuri mari de piatră spartă, ridicată la câțiva metri buni deasupra digurilor (malurilor) naturale ale râului, și care ar fi servit evitării pagubelor pricinuite de puternica inundație din 1957, dacă ar fi fost corect făcută întreținerea albiei pe timpul a trei secole (XVII - XX), întreținere care ar fi însemnat curățarea (evacuarea) anuală a aluviunilor depuse de râu. pe fundul albiei sale, prin comparație cu istoria altor orașe cu o locație similară (New Orleans, de exemplu), întreținere care s-a relevat a fi fost ceva extrem de dificil de făcut. Iar în cazul localității Valencia, înălțarea fundului albiei și-a demonstrat evidența în timpul inundațiilor din anul 1957, când sistemul de canalizare a funcționat ca furnizor în unele puncte ale orașului (strada Las Barcas, de exemplu) funcționând ca vase comunicante dar în direcție inversă, altfel spus, aducând apa din râu în oraș, în loc sa o evacueze din oraș în rău: nivelul apei în râul a depășit cu ușurință zidurile existente, în mod precis, datorita nivelului crescut în decursul vremurilor al fundului albiei râului. Într-o imagine Street View din Google Maps de la Puente del Real⁠(d) de la Plaça de Tetuan⁠(d) () poate fi văzut că vehiculele care vin de pe podul "Puente del Real coboară înspre piața "Plaza de Tetuan", înălțimea podului fiind mai mare ca a pieței. Și dacă reamintim că podul acesta a fost depășit de apele râului, ne explicam mai ușor motivul inundării orașului prin chiar sistemul de canalizare al său.

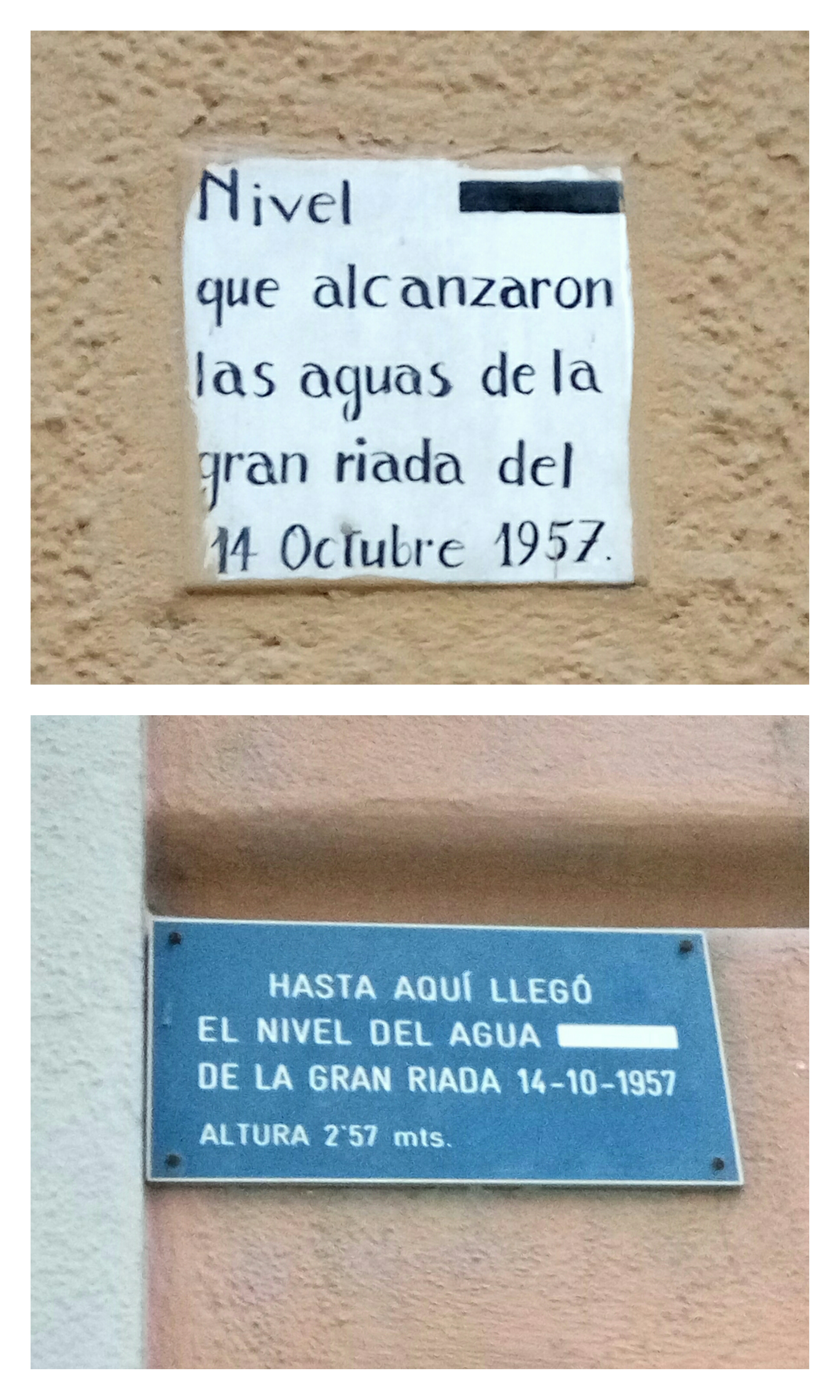
Plăci actuale care reamintesc trecătorului nivelul atins de apele potopului din Valencia anului 1957, în strada Bretón de los Herreros și în strada Conde de Montornés

In ce privește malul stâng al râului (riviera Nord) situația provocată de acea inundație a fost mult mai severă, întrucât cea mai mare parte a apelor revărsate de inundații s-au îndreptat spre stânga, după cum indică o locație situată în emisfera nordică, unde înălțarea fundului albiei a fost mai semnificativa pe acea parte stânga și, de asemenea, inundațiile sunt de mai mare amploare tocmai pe această parte. O altă imagine de Street View a Google Maps ne arată șesul numit Llano de la Zaidía și podul San Jose văzute din Strada Dr. Olóriz, care a fost o zona unde cotele inundației au atins cel mai înalt nivel (4.20 m). Mai precis, orientarea imaginii focalizează spre punctul unde potopul a distrus digul artificial al râului exact la joncțiunea lui cu podul "Puente de San Jose" (care apare în partea din stânga a imaginii). Vedem la acest pod partea de parapet originala a râului (blocuri de piatră cioplită), continuat de un parapet mai scund, de construcție ulterioara (Cheiul de pe malul stâng din strada Dr. Olóriz: ).

## Istoria
In data 13 (octombrie 1957), au căzut precipitații de peste 300 mm într-o mare parte a bazinului (361 mm în Bejís⁠(d), deși această localitate este situata în bazinul râului Palancia⁠(d), altfel spus, în afara bazinului râului Turia), și a continuat pe 14, cu mai mult de 100 mm. Astfel iau origine două valuri de inundație care se prăvălesc înspre Valencia, prima undă atingând 2.700 m3/s și o viteză medie de 3,25 m/s; iar a doua, mai violentă, atingând 3700 m3/s, 4,16 m/s, inundând în mare parte capitala valenciană
Ca un fapt curios, zona de lângă Catedrala a fost o zona libera de ape, ceea ce demonstrează buna alegere, făcută la vremea ei, a amplasamentului acesteia. Este posibil ca această zonă ceva mai ridicată să fie motivul pentru care cursul râul Turia formează o curbă largă, de forma unui semicerc, în jurul orașului, pe care-l înconjoară pe la nord, lăsând aceasta zona din preajma Catedrală, în centrul acelei curbe. În schimb, în zona de străzii „Calle de las Barcas” (al cărui nume da de înțeles ca acolo a fost cândva un pentru că a fost un debarcader ce deservea bărcile ce or fi navigat în trecut, pe Turia), nu doar ca a fost inundata, ci mai mult, colectorii de drenaj au acționat ca furnizori, datorita ridicării nivelul  apei din râu cu mult deasupra străzii, agravând astfel enormele pagube provocate de acea inundație.

## Consecințe
După acest potop, albia râului Turia a fost deviată prin partea de sud a Valenciei, prin intermediul așa-numitul Plan Sur⁠(d), echipându-se aceasta noua albie cu o capacitate care se cifrează la 5.000 m3/s, și în plus, cu alte diferite lucrări (de mai mică amploare) de regularizare a râului.
Înălțimile atinse de nivelul apei în timpul inundațiilor provocate de acest potop, au fost foarte variate de la un loc la altul al orașului.. De la un 40 de centimetri cât a măsurat în Avenida Reino de Valencia⁠(d), la 80 de centimetri în Jardines del Real (Viveros)⁠(d), la 2,25 metri în Plaza de Tetuán, la 2.70 metri pe strada Pintor Sorolla, la 3,20 metri în „Jardines del Parterre”, la 4 metri în „Calle de las Rocas”, și până la 5,20 metri in strada „Doctor Olóriz”.
Ploile abundente, au afectat și alte zone din provincia Valencia. Ravena Carraixet, cu o albie foarte ampla, încă de când coboară din munții Sierra de Calderona , și ajungând în zona de câmpie la a masura aproape 200 m lățime (între Betera⁠(d) și Moncada⁠(d)), s-a revărsat de asemenea, iar apele sale sau unit împreună cu cele ale râului Turia, înainte de a ajunge la mare, in apropiere de Alboraia⁠(d). 
Un alt „focar” important de precipitații a fost bazinul râului Palancia⁠(d), care a atins recordul istoric de 900 m³/s revărsându-se în Sagunto.

După potop, supărat pe întârzierea ajutorului venit din partea guvernului, primarul din Valencia, Thomas Trénor Azcárraga⁠(d), a adus reproșuri lui Francisco Franco, în urma cărora a fost destituit, dar primarul si-a atins scopul propus, criticile sale producând grăbire în ce privește primirea ajutorului guvernamental, atat pentru orașul in sine cat și pentru proiectul Plan Sur⁠(d).

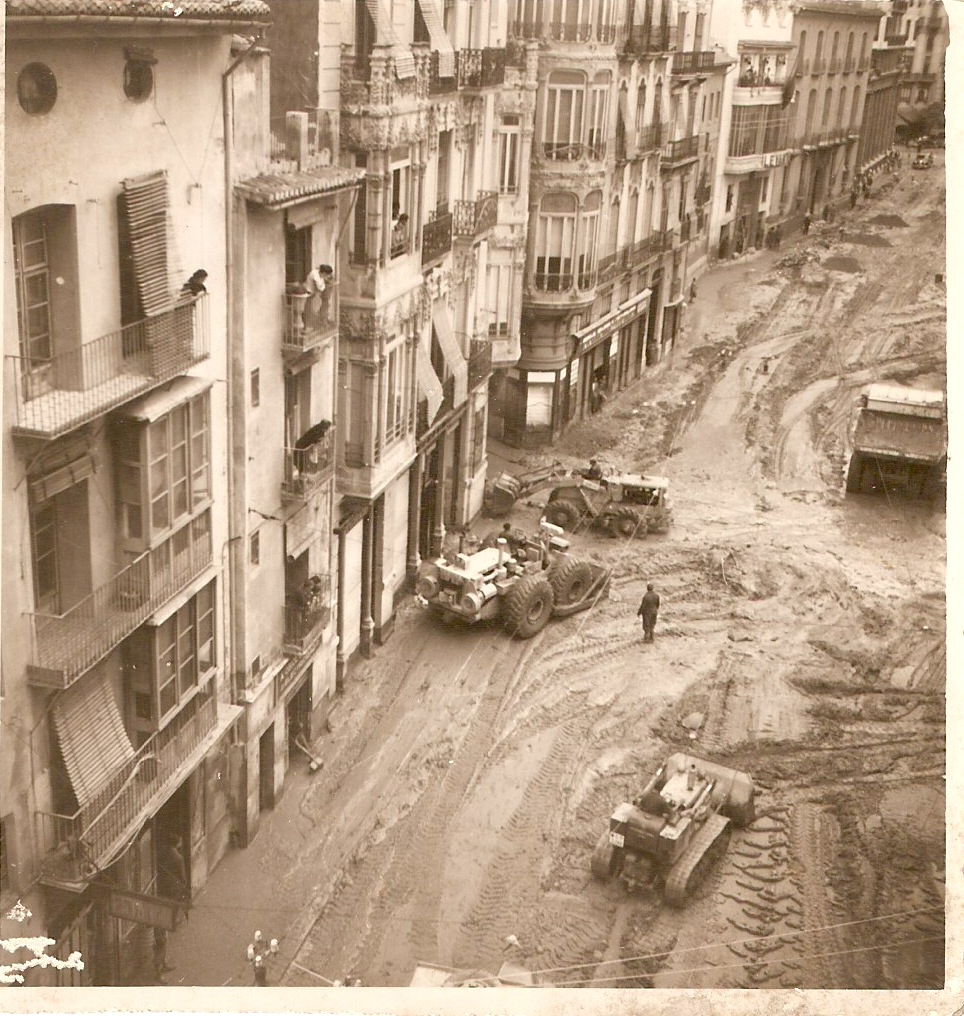
Curățarea nămolului în strada Pintor Sorolla, 2 noiembrie 1957.
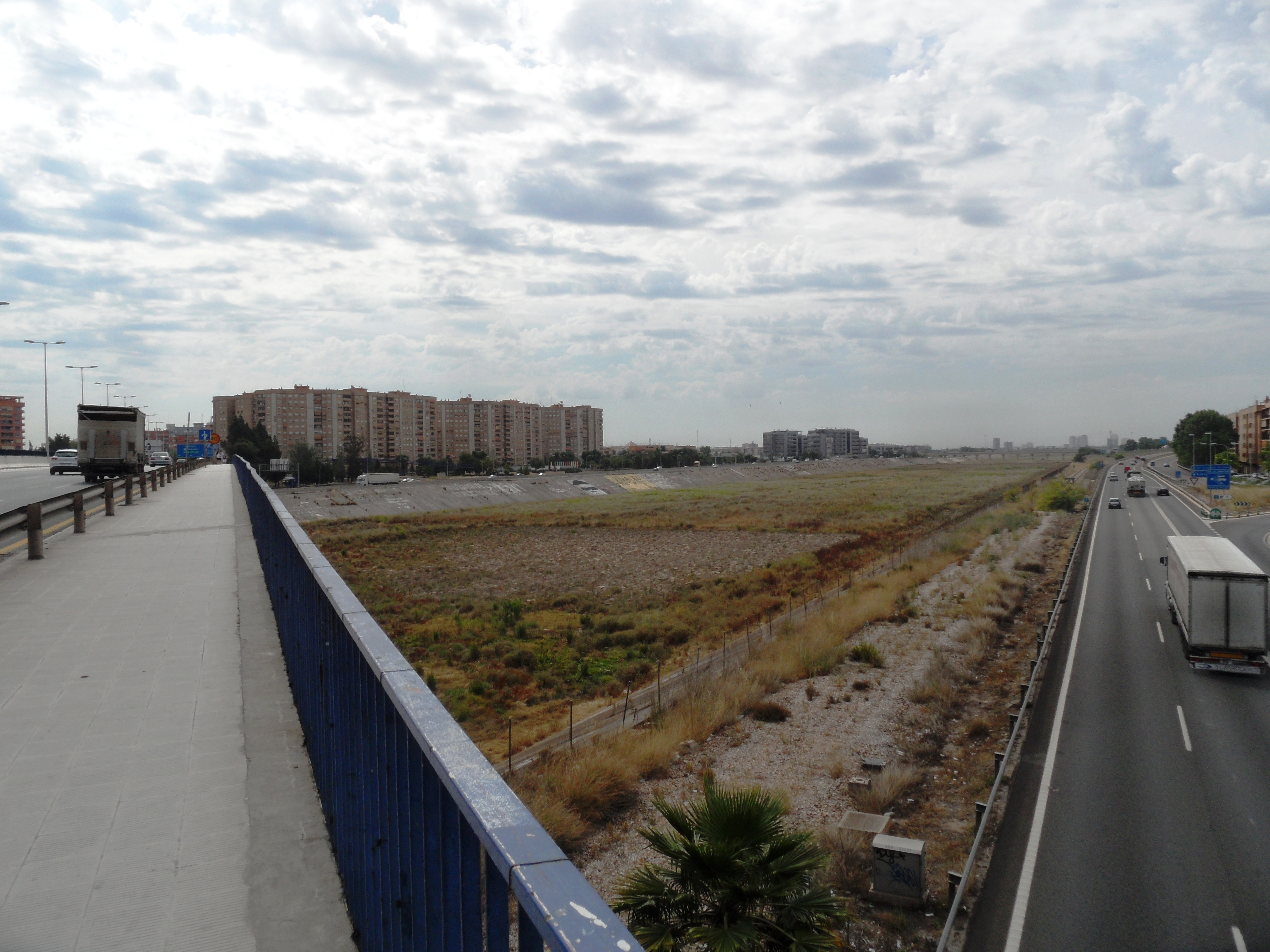
Noi albia râului Turia, construit în Sud-Plan.
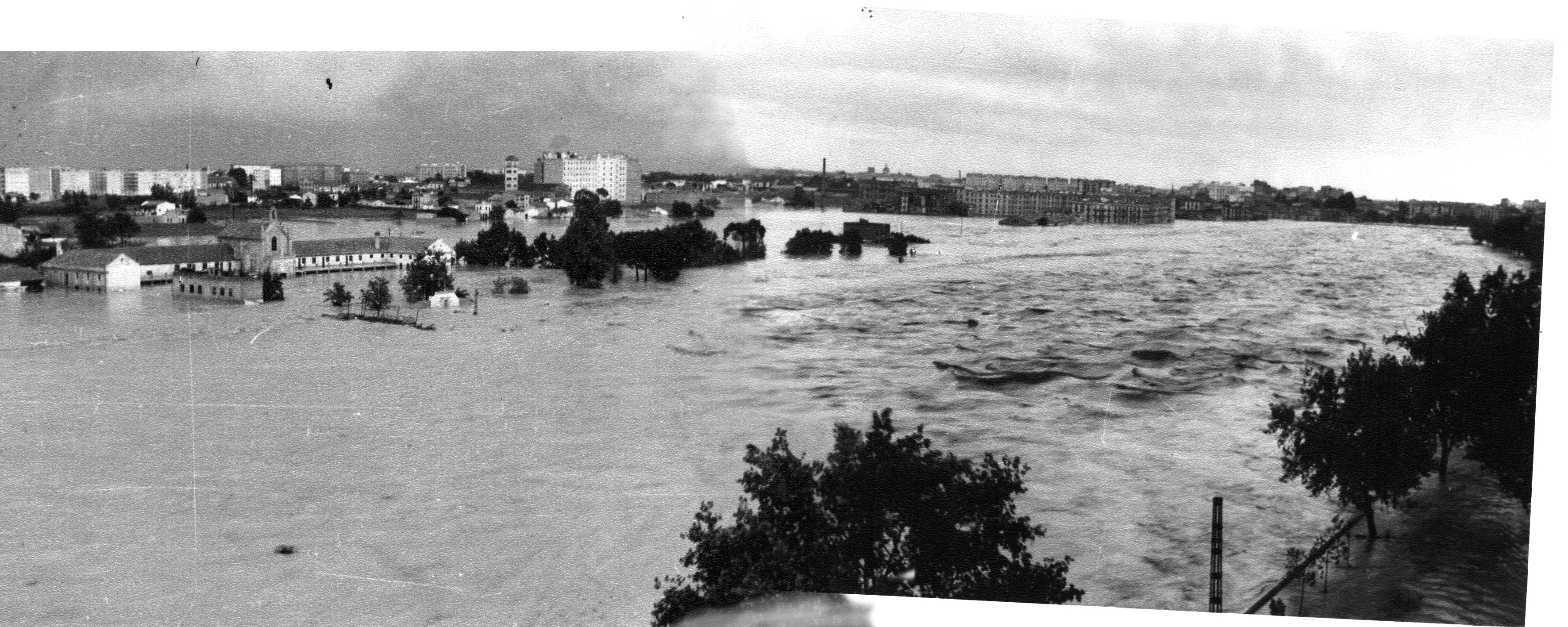
Inundații pe 15 octombrie 1957, având în vedere de Consiliul de administrație, în prezent, în Noul Centru.